# 密地街道
密地街道，是中华人民共和国四川省攀枝花市东区曾经下辖的一个街道。
根据《攀枝花市人民政府关于同意东区调整部分街道行政区划的批复》（攀府函〔2019〕180号），密地街道撤销，所属行政区域划归瓜子坪街道管辖。

## 行政区划
密地街道下辖以下地区：
金桥社区、宝石社区、矿运社区、上密地社区、佳运社区和江北路社区。